# Casa al carrer del Carme (Espolla)
La Casa al carrer del Carme és una obra d'Espolla (Alt Empordà) inclosa a l'Inventari del Patrimoni Arquitectònic de Catalunya.

## Descripció
Situdat dins del nucli urbà de la població d'Espolla, a la banda de ponent del terme, a la cantonada entre el carrer del Carme i el de la Font.
Edifici rehabilitat cantoner de planta rectangular, amb la coberta de dues vessants i distribuït en planta baixa i pis. La façana principal, orientada a llevant, presenta un portal d'accés d'arc de mig punt adovellat, amb els brancals bastits amb carreus escairats. Al seu costat, una finestra rectangular amb els brancals fets de carreus i llinda de llosa de pissarra. Damunt seu hi ha un balcó exempt, amb el finestral de sortida rectangular emmarcat amb pedra desbastada, i la llinda plana gravada amb una inscripció pràcticament il·legible i la data 1690. Al costat, una altra finestra rectangular emmarcada en pedra i l'ampit motllurat. Les obertures de la façana de migdia han estat força transformades, tot i que conserven restes dels emmarcaments de pedra originals.
La construcció és bastida amb pedra de diverses mides lligades amb abundant morter.

## Història
Edifici bastit vers l'any 1690, tal como ho testimonia la data incisa en una de les llindes.